# Lutz Espig
Lutz Espig (ur. 5 stycznia 1949 w Greiz) – niemiecki szachista, arcymistrz od 1983 roku.

## Kariera szachowa
Od końca lat 60. należał do czołówki szachistów Niemieckiej Republiki Demokratycznej. Był trzykrotnym mistrzem tego kraju, w latach 1969 (Schwerin), 1971 (Strausberg) oraz 1988 (Stralsund). Dwukrotnie wystąpił na szachowych olimpiadach (1988, 1990), zdobywając dla narodowej drużyny 6 pkt w 13 partiach. Spośród sukcesów w międzynarodowych turniejach, do największych należą I-II miejsce w Lublinie (1970), II-III w Soczi (1974), I w Warnie (1976, 1983), I w Lipsku (1980), II w Halle (1982) oraz II w Egerze (1987). W roku 1971 wystąpił w memoriale Akiby Rubinsteina w Polanicy-Zdroju, zajmując III miejsce.
Najwyższy ranking w karierze osiągnął 1 lipca 1990 r., z wynikiem 2505 punktów dzielił wówczas 3-5. miejsce (za Rainerem Knaakiem i Uwe Bönschem, wspólnie z Wolfgangiem Uhlmannem i Lotharem Vogtem) wśród szachistów Niemieckiej Republiki Demokratycznej.